# José Ibáñez
José Gastón Ibáñez Gómez (ur. 25 maja 1959) – kubański judoka. Dwukrotny olimpijczyk. Zajął trzynaste miejsce w Monachium 1972; jedenaste i osiemnaste w Montrealu 1976. Walczył w wadze półciężkiej i kategorii open.
Medalista igrzysk panamerykańskich w 1975 i 1979. Triumfator igrzysk Ameryki Środkowej i Karaibów w 1974 i 1978. Zdobył cztery medale na mistrzostwach panamerykańskich w latach 1974 - 1978. 

## Letnie Igrzyska Olimpijskie 1972
| Konkurencja | Eliminacje                         | Eliminacje               | Klas. końcowa |
| Konkurencja | Przeciwnik I                       | Przeciwnik II            | Miejsce       |
| ----------- | ---------------------------------- | ------------------------ | ------------- |
| 93 kg       | Luwsanszarawyn Rencendordż (MGL) Z | Terry Farnsworth (CAN) P | 13.           |

## Letnie Igrzyska Olimpijskie 1976
| Konkurencja | Eliminacje             | Klas. końcowa |
| Konkurencja | Przeciwnik I           | Miejsce       |
| ----------- | ---------------------- | ------------- |
| 93 kg       | Carlos Pacheco (BRA) P | 18.           |

| Konkurencja | Eliminacje               | Eliminacje             | Klas. końcowa |
| Konkurencja | Przeciwnik I             | Przeciwnik II          | Miejsce       |
| ----------- | ------------------------ | ---------------------- | ------------- |
| open        | Jhonny MacKay (ECU) Z-wo | Jorge Portelli (ARG) P | 11.           |